# Asjoera
Asjoera (ook wel getranslitereerd als Ashura) (Arabisch: عاشوراء, ʿāšūrāʾ van aschara; عَشَرَة ʿašara, "tien") (Turks: Aşure) is een islamitische herdenking en de letterlijke vertaling ervan is 'tiende'. Asjoera wordt dan ook gevierd op de tiende dag van de maand muharram, de eerste maand van de islamitische kalender. Dit is de eerste vastendag in de islam die door Mohammed was ingesteld nog vóór de ramadan.

## Soennisme
In het soennisme wordt tijdens Asjoera herdacht dat de profeet Musa (Mozes) zijn volk (de Israëlieten) van Egypte naar Kanaän leidde, waardoor ze werden bevrijd van de onderdrukking door de farao.
Tijdens Asjoera wordt vaak gevast, hoewel dit niet verplicht is. De profeet Mohammed zou tijdens Asjoera gevast hebben en dit aanmoedigen onder zijn volgelingen, maar stelde dit niet verplicht. Hij heeft tevens aanbevolen om ook één dag eerder of één dag erna te vasten. Volgens de Hadith wordt de moslim, door vrijwillig te vasten op de dag van Asjoera, vergeven voor zijn/haar zonden van het voorafgaande jaar.
De sjiieten geloven dat de overleveringen over het vasten op deze dag door tegenstanders van de Ahl al-Bayt bedacht zijn om de herdenking van de dood op de kleinzoon van de profeet Mohammed, Hoessein te doen vergeten. 

## Sjiisme

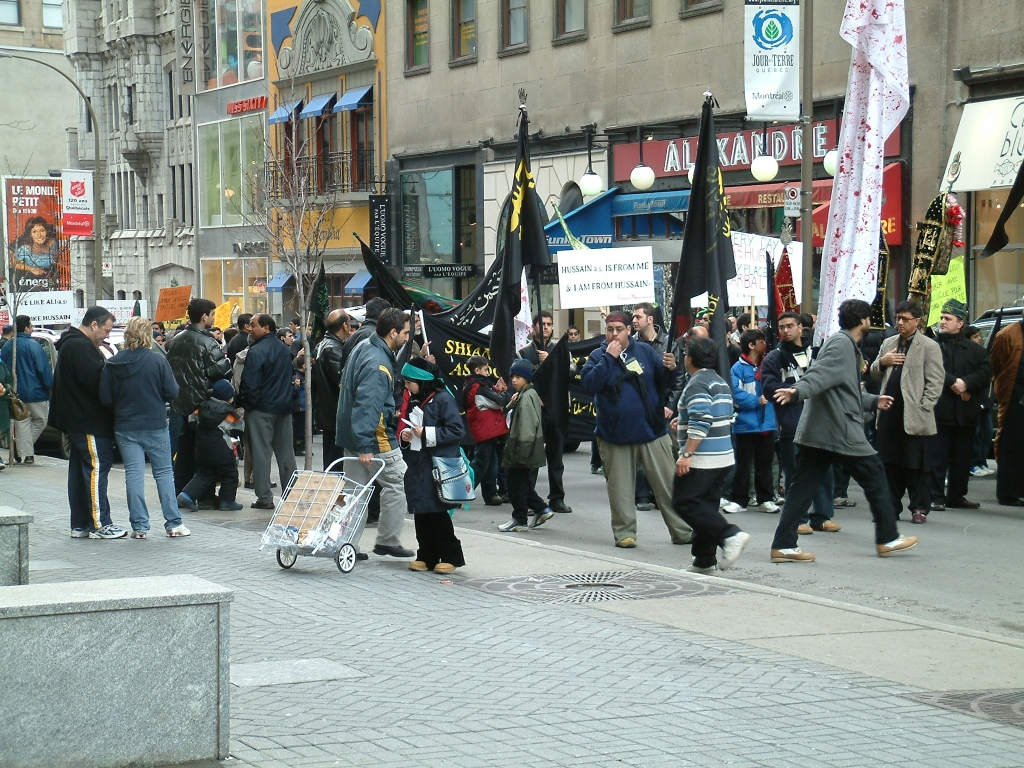
Asjoera in Montreal

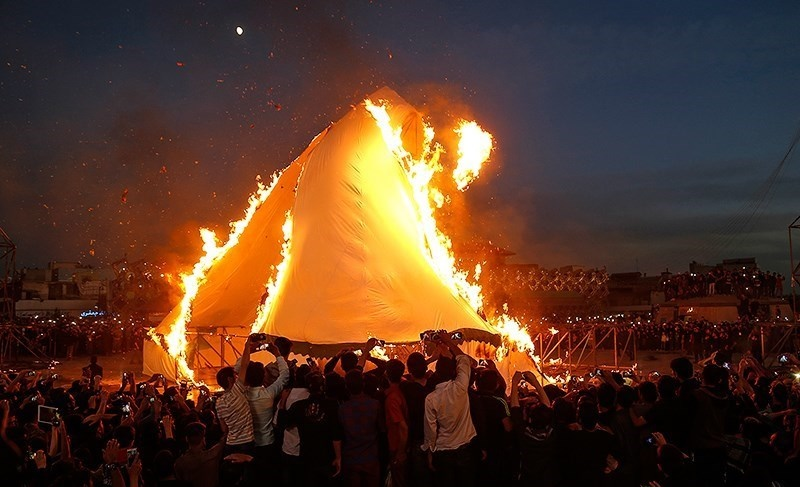
Asjoera op het Imam Hosseinplein in Teheran, 2016

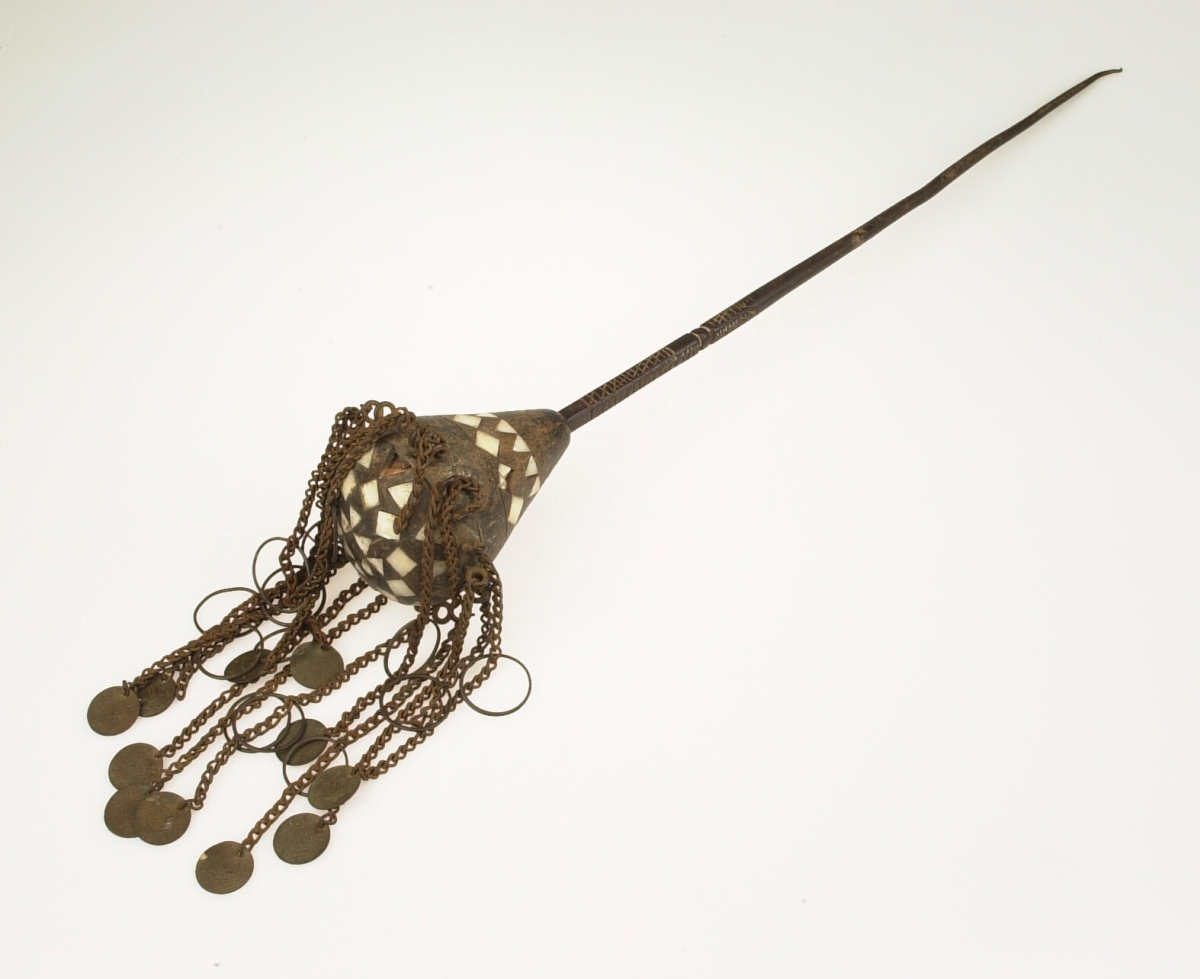
Rituele gesel voor gebruik in de optocht van de Asjoeraviering (Syrië, vóór 1974).

Binnen het sjiisme heeft Asjoera een bijzondere plek als afsluiting van de tiendaagse rouwperiode in de maand muharram, waarin de martelaarsdood van imam Hoessein in 680 wordt herdacht. Hoessein kwam om nabij de Irakese stad Karbala en veel pelgrims gaan dan ook naar die stad toe om de tragedie van Asjoera te herdenken.
Tijdens de eerste tien dagen van de islamitische maand muharram worden bijeenkomsten georganiseerd waarin het leven van imam Hoessein wordt herdacht en lering wordt getrokken van zijn idealen. Tijdens deze bijeenkomsten wordt de Koran voorgedragen, gedichten van trouw en verdriet gelezen en lezingen gegeven door geleerden. Ook vindt er rouwzang plaats waarin de aanwezigen als teken van rouw ritmisch met hun hand op hun borst slaan, terwijl er een gedicht wordt voorgedragen. Deze gedichten gaan vaak over het verdriet wat is veroorzaakt door de moord op Hoessein, zijn familieleden en metgezellen. 
Een kleine groep binnen de sjiieten doet aan zelfkastijding. Een van de belangrijkste sjiitische geestelijken, ayatollah Ali Khamenei, de geestelijk leider van Iran, heeft rituele zelfkastijding echter verboden door middel van een fatwa. De Libanese leider Hassan Nasrallah van de sjiitische Hezbollah-beweging roept elk jaar op om bloed te doneren aan lokale ziekenhuizen in plaats van de zelfkastijding.

## Alevieten
De alevieten herdenken en rouwen tijdens Asjoera ook (om) de dood van imam Hoessein, doch 12 dagen vasten (verwijzing naar de 12 imams die na de profeet de leiders van de moslims moesten zijn) (of indien niet mogelijk een tijd met andere belangrijke getallen – bijvoorbeeld zeventallen of even getallen, alhoewel dit niet zeker is). Ook bereiden sommigen zich drie maanden eerder voor op Asjoera, door middel van het niet scheren van de baard, en houden ze zich aan bepaalde consumptieregels die bij Asjoera worden gebruikt. Dit maakt het vasten tijdens Asjoera voor alevieten heel anders dan "normaal" vasten. Er mag bijvoorbeeld geen water worden gedronken tijdens het eten 's avonds, en ook geen vlees gegeten (omdat het slachten symbolisch lijkt op de doodsoorzaak van imam Hoessein). Ook worden er geen groenten gegeten waarvoor een 'onthoofdende' beweging nodig is om ze te bereiden. Velen gaan naar speciale Cemhuizen (alevitische gebedshuizen) op de laatste dag van het vasten, de – waarschijnlijk – daadwerkelijke dag van het heengaan van imam Hoessein. Alevieten doen geen openbare processies vanwege de eeuwenlange onderdrukking waaronder zij hebben geleden (en in het hedendaagse Turkije nog steeds lijden) door de soennieten, en omdat openbaar rouwen, als het ooit al deel was van hun traditie, langzamerhand als een taboe werd gezien. Alevieten worden soms ingedeeld bij de sjiieten, maar vanwege de verschillen van rouwen tijdens Asjoera worden ze op deze pagina los behandeld.

## Asjoera in de gregoriaanse kalender
Het islamitisch jaar is 11 tot 12 dagen korter dan het gregoriaans jaar, waardoor de datum van Asjoera op wisselende data doorgaat volgens de gregoriaanse kalender. Er zijn ook verschillende berekeningen mogelijk, zodat het ook van land tot land kan verschillen.
| Asjoera | Gregoriaanse datum |
| ------- | ------------------ |
| 1442 AH | 29 augustus 2020   |
| 1443 AH | 18 augustus 2021   |
| 1444 AH | 8 augustus 2022    |
| 1445 AH | 28 juli 2023       |
| 1446 AH | 16 juli 2024       |